# Sabina Berman
Sabina Berman Goldberg (21 de agosto de 1955, na Cidade do México ) é uma escritora e jornalista mexicana.
Seu trabalho aborda questões relacionadas à diversidade e seus obstáculos. Suas peças foram encenadas no Canadá, América do Norte, América Latina e Europa. Ela ganhou quatro vezes o Premio Nacional de Dramaturgia Juan Ruiz Alarcón e duas vezes o Premio Nacional de Periodismo.  Seu romance, Me ( La mujer que buceó en el corazón del mundo ) foi traduzido para 11 idiomas e publicado em mais de 33 países, incluindo Espanha, França, Estados Unidos, Inglaterra e Israel.

## Biografia
O início da vida de Berman foi marcado pela emigração de seus pais, que eram judeus poloneses, para o México, sob a administração presidencial de Lázaro Cárdenas del Río . Seu pai, o industrial Enrique Berman, perdeu todos os membros de sua família na Segunda Guerra Mundial. Sua mãe é a psicanalista Raquel Goldberg. Berman nasceu no Hospital Español da Cidade do México, onde foi criada junto com dois irmãos e uma irmã. Ela jogou pela seleção mexicana de tênis juvenil. Estudou psicologia e literatura mexicana na Universidad Iberoamericana.